# Etilacetilene
L'etilacetilene è un alchino volatile ed estremamente infiammabile, per via della sua elevata reattività viene utilizzato per la sintesi di composti organici. Possiede un isomero strutturale, il 2-butino col quale condivide alcune proprietà.

## Sintesi
L'etilacetilene viene sintetizzato a partire da un 1,2-dialogenobutano come il 1,2-dibromobutano che reagisce in presenza di etanolo e idrossido di potassio ad elevate temperature dando come prodotto etilacetilene ed acido bromidrico.

## Fonti
1. ↑   1-Butino, Scheda di dati di sicurezza, su sigmaaldrich.com. URL consultato il 10-12-2024.